# Celtis jamaicensis
Celtis jamaicensis är en hampväxtart som beskrevs av Jules Émile Planchon. Celtis jamaicensis ingår i släktet Celtis och familjen hampväxter. Inga underarter finns listade i Catalogue of Life.